# بنسون أنانج
بنسون أنانج (بالإنجليزية: Benson Anang)‏ هو لاعب كرة قدم غاني في مركز الدفاع، ولد في 1 مايو 2000 في غانا. لعب مع نادي جيلينا.

## وصلات خارجية
- بنسون أنانج على موقع قاعدة بيانات كرة القدم.إي يو (الإنجليزية)
- بنسون أنانج على موقع ناشيونال فوتبول تيمز (الإنجليزية)
- بنسون أنانج على موقع Soccerway.com (الإنجليزية)